# Kathedrale von Ecatepec

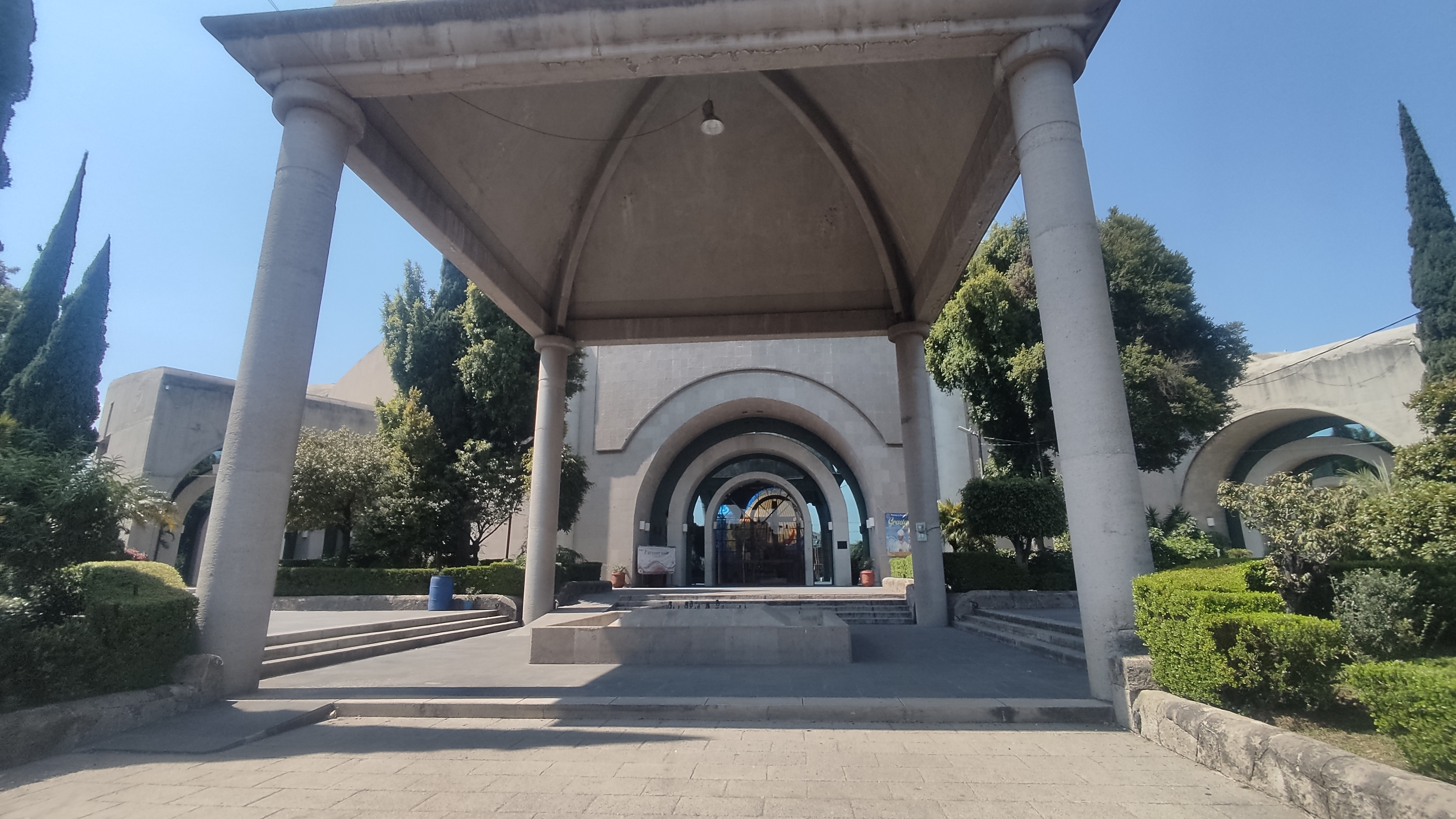
Kathedrale von Ecatepec

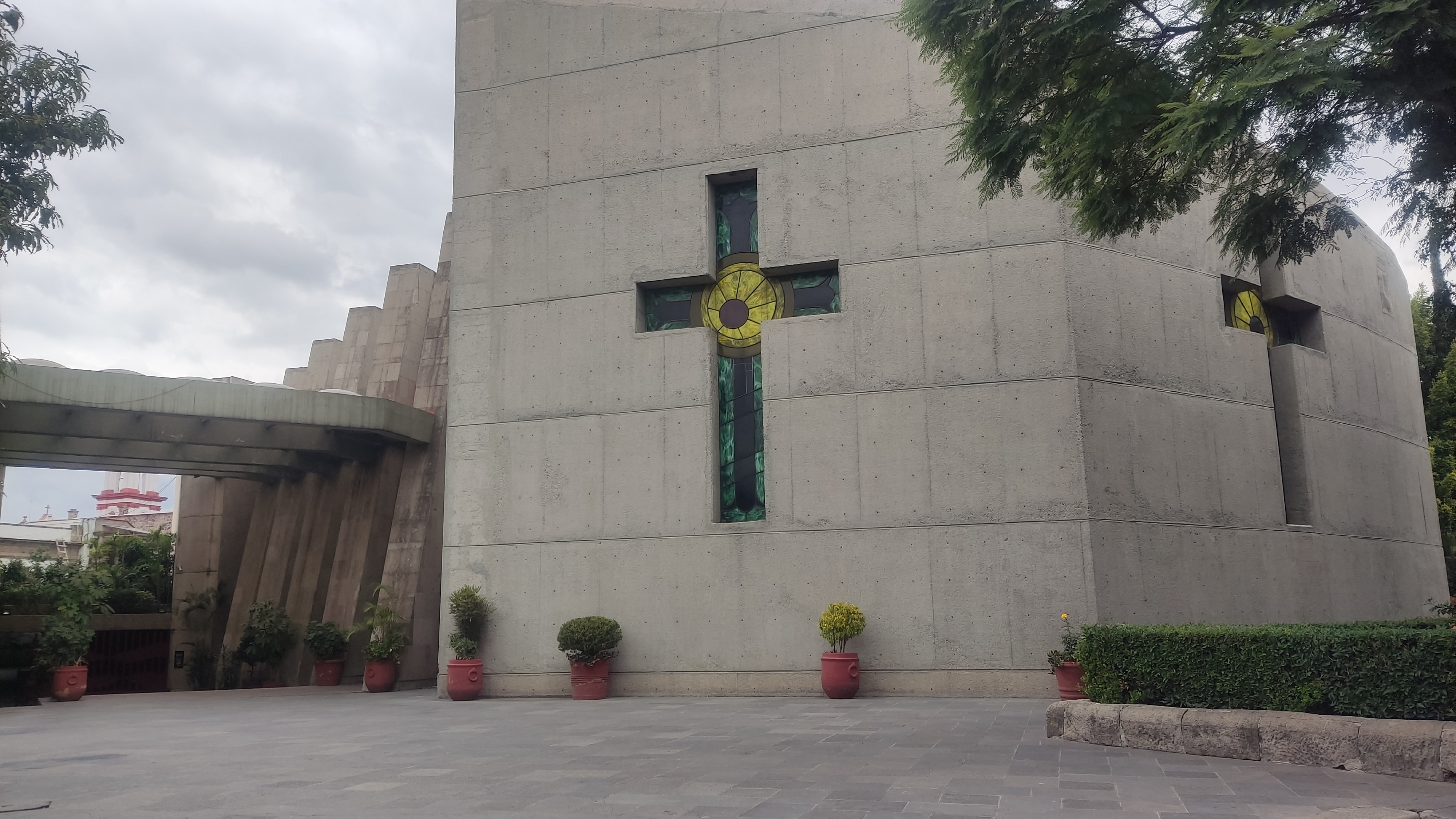
Außenwände und Fenster der Kathedrale

Die dem Heiligsten Herzen Jesu (sagrado corazón) geweihte Kathedrale von Ecatepec ist der Bischofssitz des römisch-katholischen Bistums Ecatepec im mexikanischen Bundesstaat México.

## Lage
Die Kathedrale befindet sich ca. 25 km nordöstlich von Mexiko-Stadt im Zentrum der Millionenstadt Ecatepec, in einer Höhe von ca. 2260 m.

## Geschichte
Das Bistum Ecatepec wurde im Jahr 1995 durch Papst Johannes Paul II. gegründet. Die Kathedrale ist ein Neubau aus den Jahren 1998/99.

## Architektur
Die Außenwände der Kathedrale bestehen aus Gussbeton, der nur an wenigen Stellen durch kreuzförmige Fenster geöffnet ist. Die Außenwand hinter dem Altar zeigt ein dreiteiliges Fenster.
Vor der Kathedrale erhebt sich ein riesiger Glockenträger mit Uhr.